# عبيد بن هشام
عبيد بن هشام أبو نعيم الحلبي القلانسي، أحد رواة الحديث النبوي، جرجاني الأصل.

## روايته للحديث النبوي
- روى عن: إِبْرَاهِيم بْن مُحَمَّد بْن أَبي يَحْيَى الأَسلميّ، وأبي ضمرة أنس بْن عياض الليثي، وبكر بن خنيس الكوفي العابد، وجَعْفَر بْن عِمْران الواسطي، وحرملة بْن عَبْد الْعَزِيزِ بْن الربيع بْن سبرة الجهني، وخالد بْن عَمْرو القرشي، وسفيان بن عيينة، وسويد بْن عبد العزيز، وعبد الله بن المبارك، وأبي مسهر عبد الاعلى بْن مسهر الغساني، وعبد الرحمن بْن أَبي الرجال، وعبد الْعَزِيز بْن عبد الصمد العمي، وعبد العزيز بْن مُحَمَّد الدَّراوَرْدِيّ، وعُبَيد الله بن عَمْرو الرَّقِّيّ، وعتاب بْن بشير الجزري، وعثمان بْن حصن بْن عُبَيدة بْن علاق الدمشقي، وعطاء بْن مُسْلِم الخفاف الحلبي، وعلي بْن ظبيان قَاضِي بغداد، وعيسى بن يونُس، والفرج بْن عَبد اللَّهِ النخعي، ومالك بن أنس، ومحمد بْن إِبْرَاهِيم الحلبي ولَمْ يرو عَنْهُ غيره، ومحمد بْن إِسماعيل بْن أَبي فديك، ومُحَمَّد بْن أيوب بْن سَعْد الرَّقِّيّ، ومُحَمَّد بْن سلمة الحراني، ومخلد بْن الْحُسَيْن المصيصي، ومعتمر بن سليمان، والوليد بْن محمد الموقري، والوليد بن مسلم، ويحيى بن آدم، ويَعْلَى بْن عُبَيد الطنافسي، وأبي إسحاق الفزاري، وأبي المليح الرَّقِّيّ.
- روى عنه: أبو داود حَدِيثا واحدًا، وأَحْمَد بْن إسحاق بْن صالح الوزان، وأَحْمَد بْن أَبي الحواري، وأَحْمَد بْن خليد الكندي الحلبي، وأحمد بْن سَعِيد بْن نجدة، وأَحْمَد بْن عَبد الله بْن سابور الدقاق الرَّقِّيّ، وبقي بن مخلد الأندلسي، وجعفر بن مُحَمَّد الفريابي، والحسن بْن زرعة، والحسن بْن سُفْيَان الشيباني النسوي، والحسن بْن علي بْن شبيب المعمري، وأَبُو عَرُوبَة الحسين بْن مُحَمَّد الحراني، وسعيد بن عبد العزيز الحلبي، وأَبُو الورد شراحيل بْن العلاء البالسي الْقَاضِي، وأبو بكر بن أبي داود، وعبد الله بْن عبدويه النسفي، وعَبد الله بْن مُحَمَّد بْن الْوَلِيد الحراني ثُمَّ الأنطاكي، وأبو زرعة الرازي، وعلي بن الحسين بن الجنيد الرازي، وعُمَر بْن الْحَسَن الحلبي الْقَاضِي، وعون بْن إِبْرَاهِيم بْن الصلت الشامي، ومُحَمَّد بْن أَحْمَد بْن سَعِيد بْن كساء الواسطي، وأبو حاتم الرازي، ومحمد بْن عَبد اللَّهِ العُمَري المصيصي، ومُحَمَّد بْن مُحَمَّد، بْن سُلَيْمان الباغندي، ويحيى بن طالب اللكاف، ويَحْيَى بْن علي بْن مُحَمَّد بْن هِشَام الكناني الحلبي.[1]
- الجرح والتعديل: قال أبو حاتم الرازي: «صدوق»، قال أبو داود: «ثقة، إلا أَنَّهُ تغير فِي آخر أمره، لقن أحاديث لَيْسَ لَهَا أصل، يقال لَهُ ابْن القلانسي، لقن عَنِ ابْن المبارك، عَنْ مَعْمَرٌ، عن الزُّهْرِيّ، عن أَنَسٍ حَدِيثًا منكرًا.»، وقال النسائي: «لَيْسَ بالقوي»، وقال الحاكم النيسابوري: «روى ما لا يُتابع عليه»، لم يروِ له غير أبي داود في أصحاب الكتب الستة.[1][2]